# Pinus balfouriana
Vossenstaartden (Pinus balfouriana) is een soort uit het geslacht den (Pinus).

## Determinatie
Vossenstaartden is een groenblijvende, boomvormende conifeer. Ze bereikt doorgaans een hoogte van 10–20 m, alhoewel er ook uitzonderlijke exemplaren met een hoogte van 35 m bekend zijn. De soort is nauw verwant aan stoppelden en langlevende den. Vossenstaartden groeit krachtiger dan stoppelden.
De boom draagt bladeren in bundels van vijf naalden. In de zuidelijke populatie kunnen dat er ook vier zijn. De naalden zijn 2 à 4 cm lang, diepgroen aan de buitenkant en wit aan de binnenkant. De naalden blijven 10 à 15 hangen en geurt naar marmelade.
De kegels zijn donkerpaars tot roodbruin en zijn 6 tot 11 cm lang. De schubben zijn zacht en flexibel, maar hebben kleine, dikke stekels.

## Ondersoorten
Vossenstaartden kent de onderstaande twee vicariërende ondersoorten.
- Pinus balfouriana subsp. balfouriana
- Pinus balfouriana subsp. austrina

De ondersoort balfouriana omvat de vossenstaartdennen die in de Klamath Mountains (in het noorden van Californië) voorkomen. De ondersoort austrina omvat de vossenstaartdennen uit het zuiden van de Sierra Nevada.

## Ecologie
Vossenstaartden is een subalpiene soort die in de buurt van de boomgrens voorkomt.

## Verspreiding
Vossenstaartden is zeldzame, endemische soort van de Amerikaanse staat Californië, waarin ze een tamelijk klein, disjunct verspreidingsgebied heeft dat uit twee gebieden bestaat. Het noordelijkste gebied omvat de subalpiene delen van de Klamath Mountains; het betreft de terreinen op een hoogte van ± 1950–2750 m boven de zeespiegel. Alle populaties in dit gebied hebben zoals eerder vermeld uitsluitend betrekking op de ondersoort Pinus balfouriana subsp. balfouriana. Het zuidelijke deel van het verspreidingsgebied omvat het zuiden van de Sierra Nevada; het gaat om de terreinen die ± 2300–3500 m boven de zeespiegel liggen. De verspreiding binnen het laatstgenoemde gebied kent twee duidelijke zwaartepunten in Sequoia National Park en Kings Canyon National Park. Alle populaties in het zuidelijke deel van het verspreidingsgebied betreffen de ondersoort Pinus balfouriana subsp. austrina.
Buiten haar verspreidingsgebied komt vossenstaartden amper in cultuur voor. De soort is alleen aangeplant te vinden in enkele arboreta en andere botanische tuinen.
Ondanks dat vossenstaartden zeldzaam is kent zij een redelijk stabiele trend. Haar beschermingsstatus is 'gevoelig'.
... · 
P. albicaulis (asgrijze den) · 
P. aristata (stoppelden) · 
P. balfouriana (vossenstaartden) · 
P. brutia (Turkse den) · 
P. canariensis (Canarische den) · 
P. cembra (alpenden) · 
P. contorta (draaiden) · 
P. densiflora (Japanse rode den) · 
P. halepensis (aleppoden) · 
P. heldreichii (Bosnische den) · 
Pinus hwangshanensis · 
P. jeffreyi (jeffreyden) · 
P. koraiensis (Koreaanse den) · 
P. lambertiana (suikerden) · 
P. longaeva (langlevende den) · 
P. monophylla · 
P. monticola (Amerikaanse witte den) · 
P. mugo (bergden) · 
P. muricata (bishopden) · 
P. nigra (zwarte den) · 
P. nigra subsp. laricio (Corsicaanse den)  · 
P. nigra subsp. nigra (Oostenrijkse den) · 
P. palustris (moerasden) · 
P. parviflora (Japanse witte den) · 
P. peuce (Macedonische den) · 
P. pinaster (zeeden) · 
P. pinea (parasolden) · 
P. ponderosa (gele den) · 
P. pumila (Siberische dwergden) · 
P. radiata (montereyden) · 
P. strobus (weymouthden) · 
P. sibirica (Siberische den) · 
P. sylvestris (grove den) · 
P. thunbergii (Japanse zwarte den) · 
P. wallichiana (tranenden) · 
...
1. ↑  (en) Vossenstaartden op de IUCN Red List of Threatened Species.